# Radschraube und Radmutter

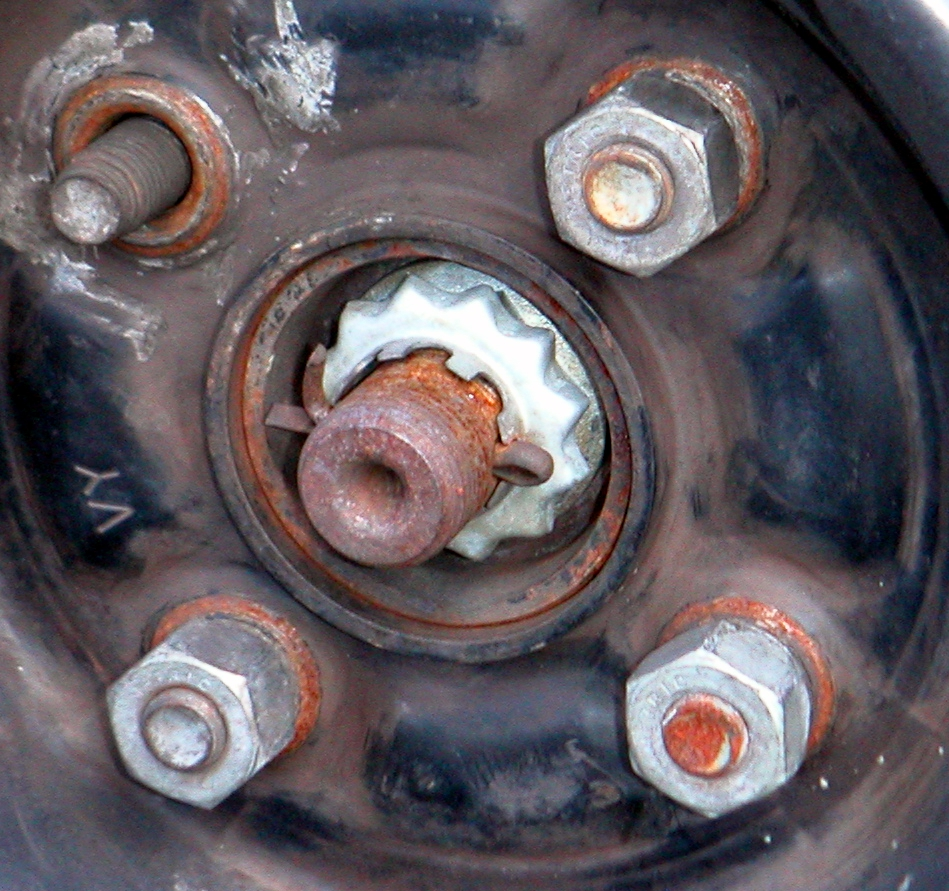
Radmuttern auf den Stehbolzen an der Nabe eines Pkw, die durch die Löcher im Radflansch vorstehen (oben links fehlt die Radmutter). Die mittige sternförmige Mutter ist mit einem Splint gesichert und dient zur Verspannung des Radlagers.

Als Radschrauben und Radmuttern werden die Verbindungselemente Schrauben beziehungsweise Muttern bezeichnet, mit denen die Räder an den Nabenflanschen von mehrspurigen Kraftfahrzeugen und Anhängern befestigt werden. Radmuttern werden auf in den Naben befestigte Stehbolzen geschraubt. Radschrauben werden in ein Innengewinde an der Nabe verschraubt. Die Gewinde werden bei der Montage grundsätzlich nicht geschmiert.

## Formgebung der Verbindungselemente
Nachfolgend wird nur noch der Begriff Radmuttern benutzt, auch wenn die entsprechende Aussage für Radschrauben genauso zutrifft.

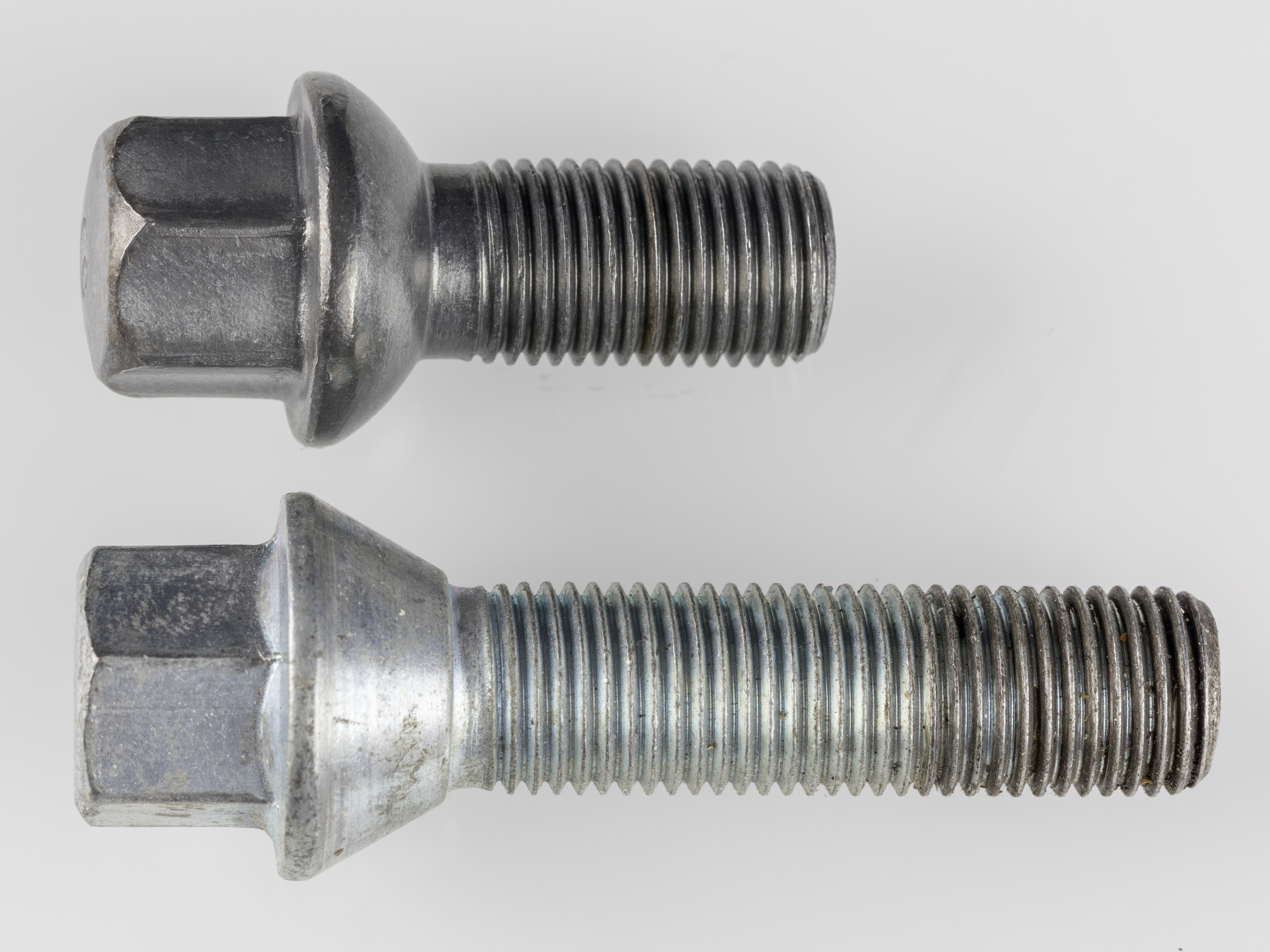
Kugelbund- und Kegelbund-Radschraube zum Vergleich

Radmuttern haben eine kegelige (oft 60°), teilkugelförmige oder flache Kontaktfläche zum Lochrand im Radflansch. Bei älteren Fahrzeugen war die kegelige oder teilkugelförmige Fläche erforderlich, um die Zentrierung des Rades zu erreichen. Radschrauben schwerer Fahrzeuge z. B. VW T5/6, die mit höherem Drehmoment vorzuspannen sind, haben teilweise einen losen Kugel- bzw. Kegelbund, um dessen zusätzliche Reibung zu entkoppeln. Bei neueren Fahrzeugen wird die Radschüssel über ihr Mittelloch an der Nabe zentriert, sodass eine Zentrierung über die Radmuttern nicht mehr erforderlich ist und häufig Flachbundmuttern verwendet werden. Die Radmutter muss stets zur jeweils verwendeten Felge passen. Bei falscher Form besteht die Gefahr, dass sich die Muttern bei der Fahrt lösen.
Zum Lösen oder Anziehen der Radmuttern wird in der Regel ein Radkreuz oder ein Steckschlüssel in Sechskantform mit entsprechender Schlüsselweite benutzt. Werkstätten benutzen meistens Druckluftschrauber.
Bei Stahlrädern ist der Rand des Lochs für die Radschraube kegelig aufgewölbt und gibt beim Festziehen elastisch nach. Dies bewirkt eine selbstsichernde elastische Schraubenverbindung ähnlich einer Dehnschrauben-Verbindung.
Gegossenen Aluminiumrädern fehlen diese elastischen Elemente. Dafür haben sie üblicherweise längere Durchgangsbohrungen als Stahlräder. Die so vergrößerte Klemmlänge erfordert eine Schraube mit längerem Schaft, durch den die erwünschte elastische Dehnung bewirkt wird.
Für die Anordnung der Befestigungsstellen sind verschiedene Kreisdurchmesser gebräuchlich, dem die Zahl der Löcher in entsprechenden, abgekürzten Bezeichnungen vorangestellt wird, zum Beispiel 4×98 (kleinster üblicher Lochkreis: 98 mm ≈ 4 Zoll) und 6×139,7 (größter üblicher Lochkreis: 5,5 Zoll). Nur an sehr kleinen PKW wie Smart ForTwo 451 bis 2015 wurden drei Radschrauben verbaut, Alufelgen hatten teils Pseudo-Radschrauben. Allerdings waren 3-Loch-Felgen bei französischen Herstellern bis in die späten 90er verbreitet. Den Nachfolger Typ 453 gab es auch als Viertürer, hier wurden jeweils vier Radschrauben verwendet. Beim BMW E30 wurde Lochkreis 4x100 verwendet, bei der Sportversion BMW E30 (M3) jedoch LK 5x120, wobei für Rennversionen zwecks flinkem Radwechsel teils Stehbolzen verwendet wurden, oder auf Zentralmutter umgebaut wurde. Bei Bussen, LKWs und Landmaschinen sind mehr als fünf Radmuttern üblich.
Radmuttern können mit unterschiedlichen Gewinden und Schlüsselweiten ausgeführt sein. So findet man in Europa meist M14-Schrauben mit Schlüsselweite 17 oder 19 mm, während an Fahrzeugen japanischer Hersteller M12 × 1,5 (Gewindedurchmesser × Steigung) und Schlüsselweite 21 vorkommen. Auch M12 x 1,25 mit Schlüsselweite 17 mm ist verbreitet.

## Anziehdrehmoment
Da die Radmuttern das Rad am Nabenflansch und somit am Fahrzeug halten, ist es wichtig, dass die Radmuttern mit dem korrekten Drehmoment angezogen werden. Daher ist es empfehlenswert, nach dem ersten Anziehen der Radmuttern jede Mutter nochmals mit dem Drehmomentschlüssel nachzuziehen.
Zusätzlich sollte nach einer kurzen Fahrtstrecke (z. B. 50 km) nach dem Radwechsel das korrekte Anzugsmoment der Radmuttern nochmals überprüft werden. Manche Werkstätten hinterlassen deshalb nach der Demontage eines Rades einen Zettel zur Erinnerung im Wagen.
Das erforderliche Drehmomentwert richtet sich im Wesentlichen nach Art des Gewindes, Radart und den verwendeten Materialien. Bei Pkw ist meist ein Drehmoment von zwischen 85 und 200 Newtonmeter (Nm) in der technischen Dokumentation spezifiziert.

## Schutz vor Kontaktkorrosion
Beim Radwechsel bereiten korrodierte Radmuttern oft Probleme, sodass es bei einer Reifenpanne auf Reisen unter Umständen unmöglich sein kann, einen Reifenwechsel mit dem im Auto mitgelieferten Werkzeug ohne die Hilfe anderer durchzuführen. Hierzu ist dann ein Radkreuz oder ein Werkzeug mit einem extra langen Hebel erforderlich.
Generell ist beim Fehlen konkreter Hinweise des Fahrzeugherstellers davon auszugehen, dass Gewinde und Konus nicht geschmiert werden dürfen. Die vom Hersteller angegebenen Anzugsdrehmomente gelten grundsätzlich für ungefettete Schrauben. Korrodierte Oberflächen sollten lediglich mit einer Drahtbürste entrostet werden.
Wenige Hersteller, beispielsweise Porsche, erlauben spezielle Schmierstoffe auf dem Gewinde oder den Auflageflächen.
Gewöhnliches technisches Schmierfett ist nicht geeignet, ein Festrosten der Muttern zu verhindern, da es durch die beim Bremsen entstehenden hohen Temperaturen verbrennt. Besser geeignet ist ein Heißschrauben-Compound wie zum Beispiel Keramik- oder Kupferpaste, die als druck- und scherfeste Trennmittel unter anderem auch temperaturstabile Partikel enthält.

## Schutz vor Diebstahl
Um den Diebstahl beispielsweise von hochwertigen Aluminiumrädern und Reifen zu erschweren, gibt es Schrauben- oder Mutternsätze (Sets) mit Sonderköpfen, so genannten Felgenschlössern, die nicht mit einem Sechskant, sondern nur mit einem Spezialschlüssel gelöst werden können. An jedem Rad genügt dann eine dieser Spezialformen.

## Zentralverschluss

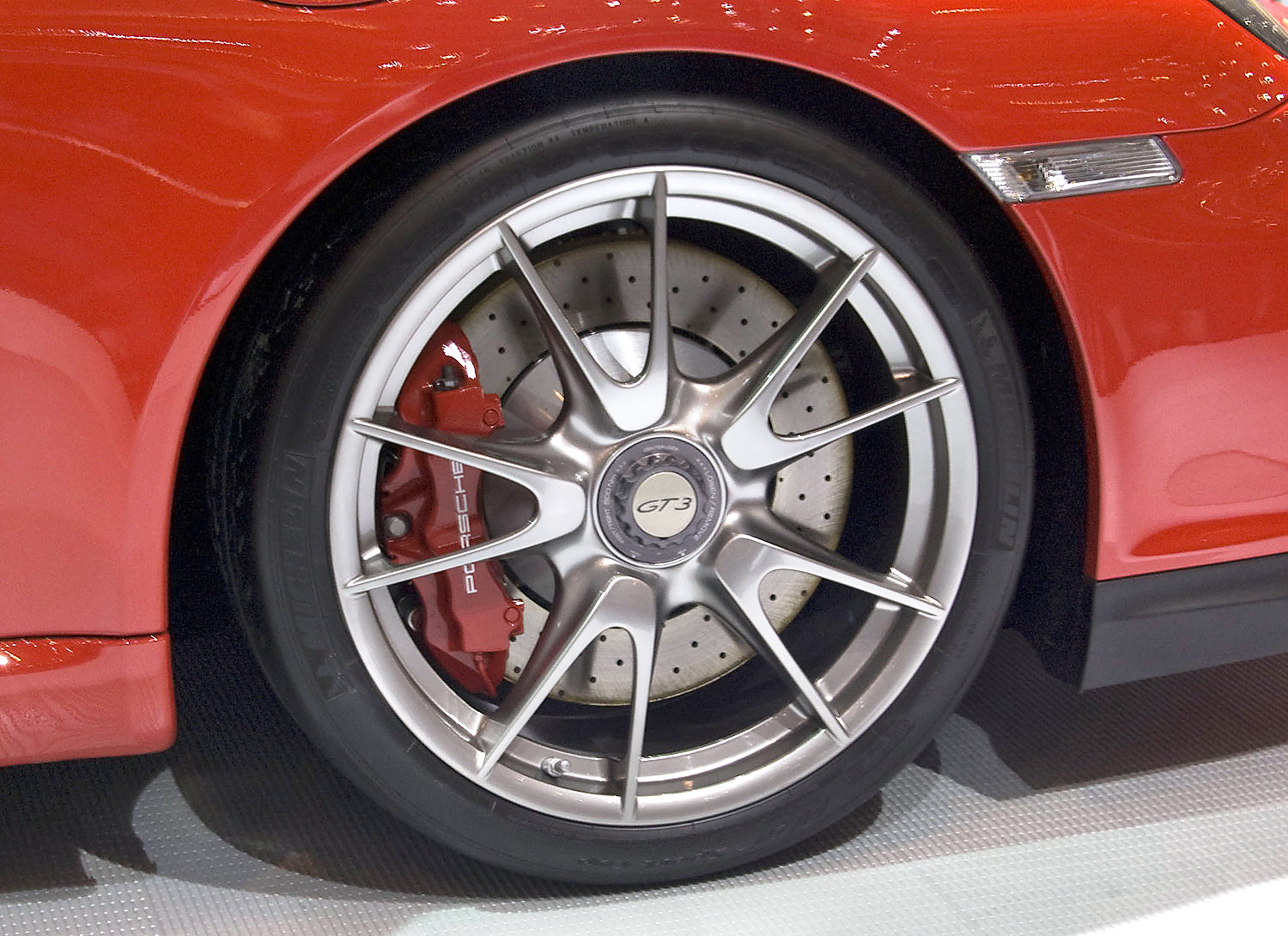
Sportwagenrad mit Zentralschraube (sog. „Zentralverschluss“) am Porsche 997 GT3 3.8

Für besonders schnelle Radwechsel (wie sie zum Beispiel im Motorsport erforderlich sind) haben die meisten Rennwagen sowie einige Sportwagen wie der Porsche 997 GT3 3.8 eine meist als „Zentralverschluss“ bezeichnete Zentralmutter oder Zentralschraube. Durch Lösen oder Festziehen dieser einzelnen Mutter oder Schraube lässt sich ein einzelnes Rad am Pkw abnehmen oder befestigen.
Als Besonderheit werden Zentralverschlüsse meist gegen die Laufrichtung des Rades angezogen. Auf der rechten Fahrzeugseite haben die Verbindungselemente dann Linksgewinde.

## Normen und Standards
- DIN 74361 – Scheibenräder für Kraftwagen und Anhängefahrzeuge